# Lu Zhengxiang
Lu Zhengxiang o Lu Cheng-hsiang (después Pierre-Célestin; 12 de junio de 1871-15 de enero de 1949) fue un diplomático, político y sacerdote católico chino. Fue enviado imperial (embajador) en Rusia (1911-1912) y Países Bajos (1905-1907), liderando la delegación de su país en la Conferencia de Paz de París de 1919. Finalmente entre 1912 y 1915 ocupó los cargos de primer ministro de la República de China y del Imperio de China. 

## Biografía
Lu nació el 12 de junio de 1871 en Shanghái, Jiangsu, y se crio en la religión protestante y en la filosofía confuciana. Su padre, Lu Yong Fong, era catequista laico de una misión protestante en Shanghái. Estudió en casa hasta los trece años, cuando ingresó en la Escuela de Lenguas Extranjeras de Shanghái, especializándose en francés. Continuó su formación en la escuela de intérpretes del Ministerio de Asuntos Exteriores y, en 1893, fue destinado a San Petersburgo como intérprete (de cuarta clase) de la embajada china. En aquella época, el idioma diplomático internacional era el francés, pero Lu también adquirió fluidez en ruso. El embajador, Xu Jingcheng, de ideas reformistas, se interesó por su carrera. Lu se casó con la ciudadana belga Berthe Bovy (1855-1926), en San Petersburgo el 12 de febrero de 1899, y finalmente se convirtió al catolicismo. La pareja no tuvo hijos. 

### Carrera diplomática
Sus primeros años estuvieron marcados por la levantamiento de los bóxers, durante la cual su mentor, Xu Jingcheng, fue decapitado en Pekín. Lu sirvió a la dinastía Qing como delegado chino en la primera y segunda Conferencias de Paz en La Haya (1899 y 1907), ministro en Bélgica y embajador en Rusia, pero nunca olvidó la traición del gobierno imperial a su "segundo padre". Cuando estalló la Revolución de 1911, era embajador en San Petersburgo y, en contra del consejo de sus colegas de otras capitales europeas, se encargó de telegrafiar a Pekín informando de que no había esperanza de ayuda de las grandes potencias.

### Carrera política
Con la proclamación de la República China en 1912, se unió al partido de Sun Yat-sen y sirvió como ministro de Asuntos Exteriores en el gobierno provisional del presidente Yuan Shikai, entre marzo de 1912 y septiembre de 1912. En agosto-septiembre de 1912 también sirvió como primer ministro, pero su falta de influencia política lo obligó a dimitir, aparentemente por razones de salud. Regresó al gabinete como ministro de Asuntos Exteriores desde noviembre de 1912 a septiembre de 1913 y reformó el Ministerio de Asuntos Exteriores: abolió la complicada burocracia de las comisiones imperiales, exigió el conocimiento de lenguas extranjeras en todos los niveles e instituyó exámenes modernos de servicio civil para los reclutas. Logró evitar ser identificado con ninguna facción en particular dentro del nuevo gobierno, pero este relativo aislamiento político le impidió influir en las políticas, por lo que renunció de nuevo. Al dejar el cargo, se convirtió en uno de los fundadores de la Sociedad China de Derecho Internacional.
Del 27 de enero de 1915 al 17 de mayo de 1916, ejerció como ministro de Asuntos Exteriores por tercera vez, en el gobierno "del norte" de Pekín, que gozaba de reconocimiento internacional, llevando a cabo difíciles negociaciones con Japón y Rusia. Se convirtió en ministro de Asuntos Exteriores por cuarta vez el 30 de noviembre de 1917. Sirvió en el cargo hasta el 13 de agosto de 1920, y el viceministro Chen Lu asumió el cargo de ministro interino durante su ausencia debido a las conversaciones de paz en París (de noviembre de 1918 a diciembre de 1919).

### Conferencia de paz de París

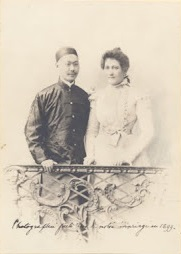
Lu con su esposa, Berthe

Lu encabezó personalmente la delegación china a la Conferencia de Paz de París de 1919. El artículo 156 del Tratado de Versalles, previsto para su aprobación, transfirió el territorio alemán en Shandong a Japón en lugar de reconocer la autoridad soberana de China. El 6 de mayo, ante la insistencia de la delegación japonesa en que solo seguiría apoyando los objetivos de la conferencia si los derechos coloniales de Alemania en China se transferían a Japón, Lu leyó la siguiente declaración a los delegados reunidos:

La delegación china desea expresar su profunda decepción por la solución propuesta por el Consejo de primeros ministros. Tienen la certeza de que la nación china compartirá esta decepción con toda su intensidad. El acuerdo propuesto parece haberse realizado sin tener debidamente en cuenta el derecho, la justicia y la seguridad nacional de China, consideración que la delegación china enfatizó una y otra vez en sus audiencias ante el Consejo de primeros ministros contra el acuerdo propuesto, con la esperanza de que se revisara, y si dicha revisión no se puede lograr, consideran que es su deber formular una reserva sobre dichas cláusulas ahora.

Cuando se supo que las grandes potencias no aceptarían una firma con reservas expresas sobre ningún artículo, Lu finalmente se negó a firmar. Esto convirtió a China en el único país participante que no firmó el Tratado de Versalles.

### Monje y sacerdote benedictino en Bélgica

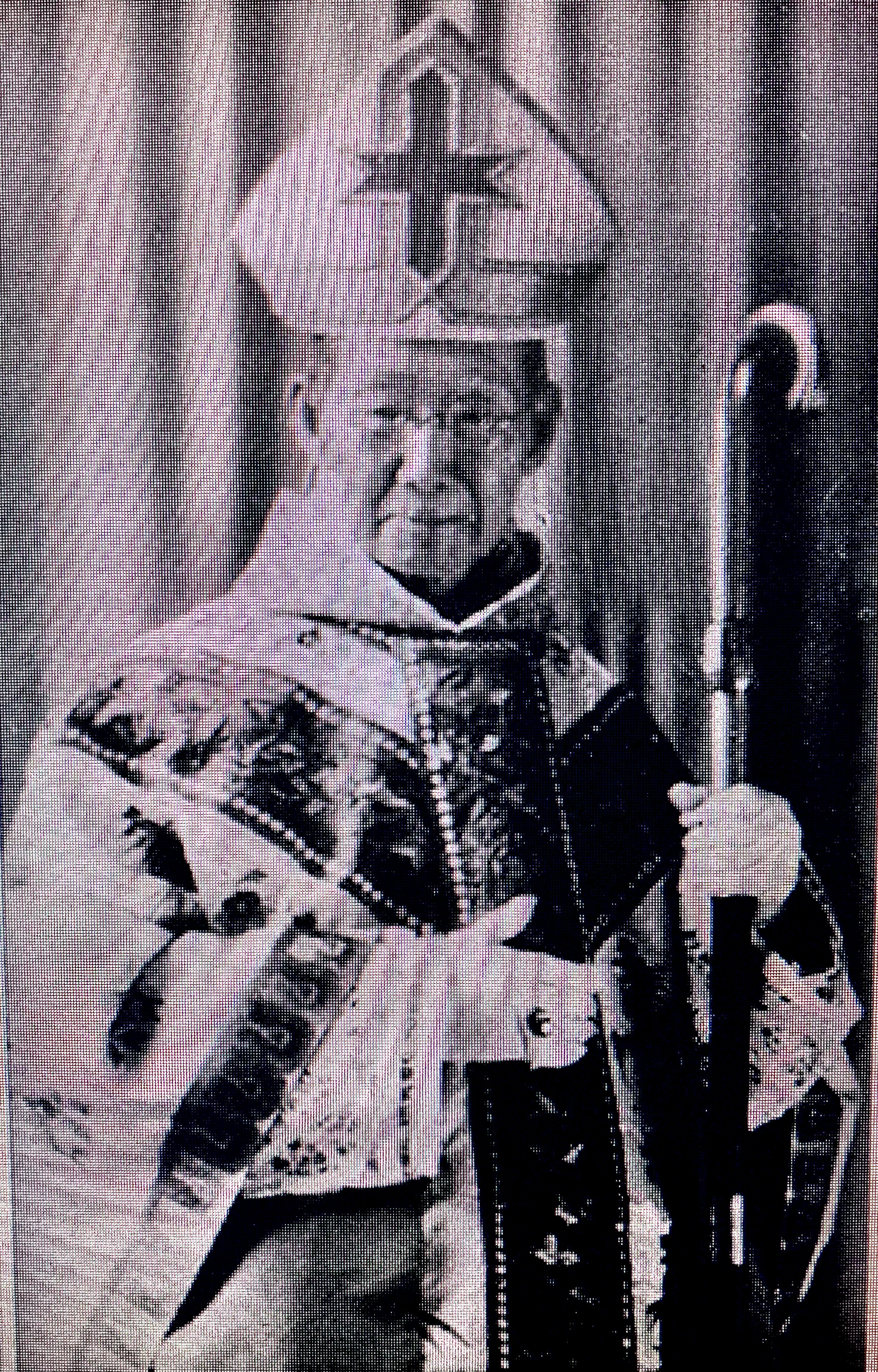
Como abad después de 1946

De 1922 a 1927, Lu fue enviado de China a la Sociedad de las Naciones en Ginebra. Tras el fallecimiento de su esposa, se retiró de la vida activa y en 1927 se convirtió en postulante, con el nombre de Dom Pierre-Célestin, en el monasterio benedictino de San Andrés en Brujas, Bélgica. Fue ordenado sacerdote en 1935. Durante la Segunda Guerra Mundial, impartió conferencias sobre el Extremo Oriente en las que hizo propaganda a favor del esfuerzo bélico chino contra Japón; los agentes de seguridad alemanes anotaron los nombres de los asistentes, pero no tomaron ninguna medida.

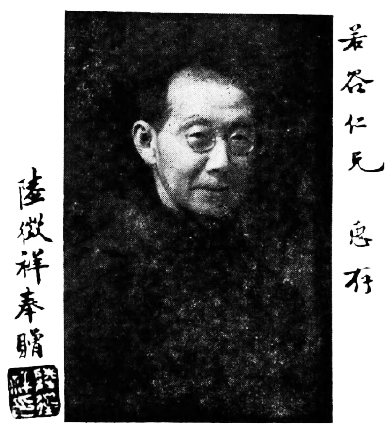
Lu en "Celebridades contemporáneas" (當代名人特寫), agosto de 1941

En agosto de 1946, el papa Pío XII nombró a Lu como abad titular de la Abadía de San Pedro en Gante. En sus últimos años esperaba regresar a China como misionero para cumplir las instrucciones que Xu Jingcheng le había impartido al comienzo de su carrera:

La fuerza de Europa no reside en sus armas ni en su conocimiento, sino en su religión [...]. Observen la fe cristiana. Cuando hayan captado su esencia y su fuerza, tómenlos y dársela a China.

Su partida prevista se pospuso durante la guerra civil china y Dom Lu murió en Brujas, Bélgica, el 15 de enero de 1949.